# Death... The Brutal Way
Death... The Brutal Way – siódmy album studyjny holenderskiego zespołu muzycznego Asphyx. Wydawnictwo ukazało się 22 czerwca 2009 roku nakładem wytwórni muzycznej Century Media Records. Materiał został zarejestrowany pomiędzy 2008, a 2009 rokiem w Sonic Assault Studio. Miksowanie i mastering odbył się w Unisound Studio. Oprawę graficzną płyty wykonał Axel Hermann mający w dorobku współpracę z m.in. takimi zespołami jak: Hail of Bullets, The 11th Hour, czy The Monolith Deathcult. Była to ostatnia płyta nagrana z udziałem oryginalnego basisty - Wannesa Gubbelsa, który opuścił zespół w 2010 roku.
Nagrania były promowane teledyskiem do utworu „Death the Brutal Way”, który wyreżyserował Oliver Barth. Edycja specjalna wydawnictwa została wzbogacona o płytę DVD na której znalazł się zapis koncertu zespołu na festiwalu Party.San w Niemczech.

## Lista utworów
Opracowano na podstawie materiału źródłowego.
| Nr  | Tytuł utworu                                            | Długość |
| --- | ------------------------------------------------------- | ------- |
| 1.  | „Scorbutics”                                            | 4:26    |
| 2.  | „The Herald”                                            | 3:33    |
| 3.  | „Bloodswamp”                                            | 3:56    |
| 4.  | „Death the Brutal Way”                                  | 3:52    |
| 5.  | „Asphyx II (They Died as They Marched)”                 | 6:40    |
| 6.  | „Eisenbahnmörser”                                       | 5:42    |
| 7.  | „Black Hole Storm”                                      | 5:35    |
| 8.  | „Riflegun Redeemer”                                     | 5:40    |
| 9.  | „Cape Horn”                                             | 6:53    |
| 10. | „The Saw, the Torture, the Pain” (utwór instrumentalny) | 3:10    |
|     |                                                         | 49:27   |

| Bonus DVD - Live At Party.San Open Air Festival 2007 | Bonus DVD - Live At Party.San Open Air Festival 2007 | Bonus DVD - Live At Party.San Open Air Festival 2007 |
| Nr                                                   | Tytuł utworu                                         | Długość                                              |
| ---------------------------------------------------- | ---------------------------------------------------- | ---------------------------------------------------- |
| 1.                                                   | „Vermin”                                             | 5:08                                                 |
| 2.                                                   | „M.S. Bismarck”                                      | 4:44                                                 |
| 3.                                                   | „Serenade In Lead”                                   | 3:58                                                 |
| 4.                                                   | „The Sickening Dwell”                                | 4:46                                                 |
| 5.                                                   | „Food For The Ignorant”                              | 4:58                                                 |
| 6.                                                   | „The Krusher”                                        | 6:13                                                 |
| 7.                                                   | „Wasteland Of Terror”                                | 3:06                                                 |
| 8.                                                   | „Asphyx (Forgotten War)”                             | 5:42                                                 |
| 9.                                                   | „Pages In Blood”                                     | 4:37                                                 |
| 10.                                                  | „The Rack”                                           | 10:03                                                |
| 11.                                                  | „Last One On Earth”                                  | 7:40                                                 |
|                                                      |                                                      | 1:00:55                                              |

## Twórcy
Opracowano na podstawie materiału źródłowego.
| Zespół Asphyx w składzie - Martin van Drunen – wokal prowadzący - Bob Bagchus – perkusja - Paul Baayens – gitara - Wannes Gubbels – gitara basowa, wokal wspierający |  | Inni - Bertold Lenssen, Pete Woods, Øystein Orderud, Bert Harmsen, Hervé Woods, Mira Born – zdjęcia - Frank Klein Douwel – realizacja nagrań - Dan Swanö – miksowanie, mastering - Mick Koopman – oprawa graficzna |